# Четническо движение в Югозападна Македония (1878)
Четническото движение в Югозападна Македония (на гръцки: Επανάσταση της Δυτικής Μακεδονίας, Въстание в Западна Македония) е част от Гръцко въстание в Македония през 1878 година - поредица бунтове на гръцкото население срещу османската власт в южната част на Македония, инспирирани от Гърция по време на Източната криза 1876-1878 година.

## История

### Предистория
Бунтовната активност в Югозападна Македония започва успоредно на това в Олимп през февруари - март 1878 година и е предизвикана от Руско-турската война. В основата на въстанието са гръцките консули в Битоля Николаос Скотидис и Петрос Логотетис. По тяхна инициатива се създават гръцки революционни комитети в Битоля, в битолските влашки села - Магарево, Търново, Гопеш, Маловища и Нижеполе, в българо-влашкото градче Крушево, сред гъркоманите в битолските български села Буково и Буф, в охридските влашки села Горна и Долна Белица, в костурските влашки паланки Влашка Блаца и Клисура, както и в градовете Корча, Охрид, Ресен, Лерин и Костур. Сред основните дейци са Яни Шомов (Йоанис Сьомос), Теодорос Скутарис, Павлос Фицос и други от Костур, Блаца и Сятища; Йоанис Циминикис, Анастасиос Пихеон и Йоанис Говедарос в Кожани; Константинос Гьорсас, учител и Димитрос Вафиадис, Георгиос Апостолидис и Епаминондас Димитриадис, лекари в Битоля; Георги Димзов (Георгиос Димицас), учител в Маловища; Н. Дуртас, директор на гръцкото училище в Нижеполе; поп Константинос и първенецът Никола Кряста (Николаос Крястас) в Крушево; Георги Белчев (Георгиос Белцос) в Ресен, Михалис Туртулис, лекар, и Петрос Милис и Панделис Самолис, първенци, в Корча; и Димитриос Белиос, Лазарос Георгиу, Алексиос Димитриу и Николаос Атанасиу, първенци от Търново.
Към края на Руско-турската война през февруари 1878 година, гръцките първенци искат от гръцкото правителство оръжие и амуниции, както и изпращането на чета, която да подготви населението за въстание. Лидерът Йосиф Лятис в съзвучие с гръцкия консул в Солун Константинос Ватикиотис поема курс към въстание. Той заедно с К. Димитриадис, гръцки офицер от запаса от Сятища, и няколко други хора, започват обиколки по различните селища. На 16 февруари Йоанис Говедарос и Анастасиос Пихеон успяват да наберат 500 души, някои въоръжени със старо оръжие, а някои без оръжие. Въпреки това те уверяват Лятис, че при избухване на въстанието, техния брой ще се увеличи пет пъти.

### Бунт в Червена гора
Провинцията ни не може повече да понася печално известното турско иго на робство, неописуемото насилие на тираните, които тъпчат земята на Александър Велики и безкрайните злочинства и страховито потискане, на което не само нашата собственост, но дории самият ни живот и чест, са подложени. Тя вижда от една страна, че жестоката дипломация не толкова пренебрегва, колкото погрешно оценява желанието за мир на поробените гръцки провинции, докато от друга страна, Високата порта подписа предварителния договор с Русия, с който тя предава по-голямата част от Македония на славизма. Затова нашите провинции взеха оръжие като един човек, за да провъзгласят пред Бог и хората нашата свобода от игото на робството и нашето съединение с Майка Гърция под скиптъра на Георгиос I, законно коронования и интронизиран крал на гърците. Ние, долуподписаните, назначени членове на Временното правителство на провинция Елимия и опълномощени от нашите избиратели и нашите сънародници, призоваваме от тяхно име нашата най-любима Родина и я зовем да окаже цялата възможна помощ, за да можем ние да успеем вв изпълнението на отдавна изпитаните желания на елинизма. Ние също така призоваваме гърците и филелините по цялата земя да дадат морална и материална подкрепа за изпълнението на нашите стремежи. Ние уверяваме и тях и Гърция, нашата Майка, че ако бъдем оставени да разчитаме на нашите собствени материални ресурси, е възможно нашият жесток и кръвожаден тиранин да превърне тази отлична провинция от Македония в долина на сълзи, ако пожелае да повтори тук трагичните сцени от Батак и Виза и може дори да я унищожи изцяло.
Уверени, че гласът ни ще бъде чут и взет присърце от всички гърци и филелини, от най-силния до най-слабия, ние имаме честта да поставим подписите си долу.
На 18 февруари в планината Червена гора (Вуринос) е образувано Временно правителство на македонската провинция Елимия. Председател е Йоанис Говедарос, секретар Анастасиос Пихеон и членове Зисис Емануилидис, поп Христодулос, поп Йоанис, Атанасиос Григориу и Йосиф Лятис, лидер на бунтовниците. Същия ден членовете на Временното правителство изпращат революционна прокламация до гръцкото правителство, в която протестира против Санстефанския договор и обявява съединение с „Майка Гърция“.
Гръцките бунтовници остават в планината 12 дена, след което прекратяват начинанието си поради провала на Олимпийското въстание и концентрацията на голяма османска армия в Кожани и Сервия.

### Последващи действия в Югозападна Македония
Властите нареждат обща мобилизация в Битолския вилает. В различни селища са арестувани гръцки дейци по подозрение в бунтовна дейност.
Васил Журката, Далипо и Николаос Кордистас събират 300 души в Корещата през май 1878 година и атакуват на няколко пъти османски части. В края на юни става сблъсък в района на Писодер-Буф, като чети нападат османски части и има нанасят значителни загуби. През юли Журката и Кордистас са в Преспа с 300 души, опитвайки се да прекъснат комуникациите между Охрид и Битоля с нападения в планината Петрино. Присъствието им в Петрино води до паника сред властите и мюсюлманското население и вилаетската администрация иска спешни подкрепления от Тесалия и по-късно и от Цариград.
В края на юли четите дават няколко сражения на турците при Писодер, Арменско и Търсие. Турците дават големи жертви и в бунтовническите ръце падат много амуниции. Журката успява да премахне и зулумаджията Абедин и неговата банда, а в края на юли и Исмаил ага.
В следващите месеци османците концентрират 15 пехотни батальона в Кожани с цел да разпръснат бунтовниците. През август са събрани 2000 души албански башибозук в Преспа. Но Журката, Кордистас, Мантопулос и Карагеоргис настъпват на север и дават сражение при Нижеполе в третата седмица на август. След кърваво сражение Журката пленява Алиобей. Албанският бей в миналото защитавал семейството му и затова Журката го пуска срещу обещание да не участва повече в сраженията. Междувременно албански части ограбват и изгарят селата Любойно и Брайчино. През септември банда напада Клисура, ограбва къщи и магазини и отвлича хора за откуп. Сблъсъците между четите и османци продължават и през октомври и ноември. Увеличават се и грабежите на турско-албански банди. В средата на ноември 1878 година в Мариово са арестувани 100 души, затворени в Прилеп без съд и присъда.